# Maciñeiras (Ares)
Maciñeiras es un lugar situado en la parroquia de Ares, del municipio de Ares, en la provincia de La Coruña, Galicia, España.

## Demografía
| Gráfica de evolución demográfica de Maciñeiras entre 2006 y 2018 |
|                                                                  |
| Población de derecho según el padrón municipal del INE           |